# Regència de Trípoli
La regència de Trípoli, anomenada en turc primer eyalet de Trípoli (turc otomà: ایالت طرابلس غرب) i després vilayet de Trípoli (turc otomà: ولايت طرابلس غرب) fou una província més o menys autònoma de l'Imperi Otomà, fundada a mitjans del segle xvi i que correspon aproximadament al territori de l'actual estat de Líbia. Amb la conquesta de Trípoli el 1551 aquest territori passà a ser una possessió otomana que guanyà autonomia sota el govern de la família Karamanli i que fins al 1835 fou un veritable estat. A partir d'aquesta data la metròpolis otomana, Istambul, va tornar a ostentar la gestió directe del territori. Trípoli, la seva capital, es distingia per la seva prosperitat mercantil, marítima i corsària. El 1911 la regència de Trípoli fou conquerida per Itàlia en el curs de la Guerra italo-turca i es va convertir en la colònia de la Líbia italiana.

## Conquesta otomana

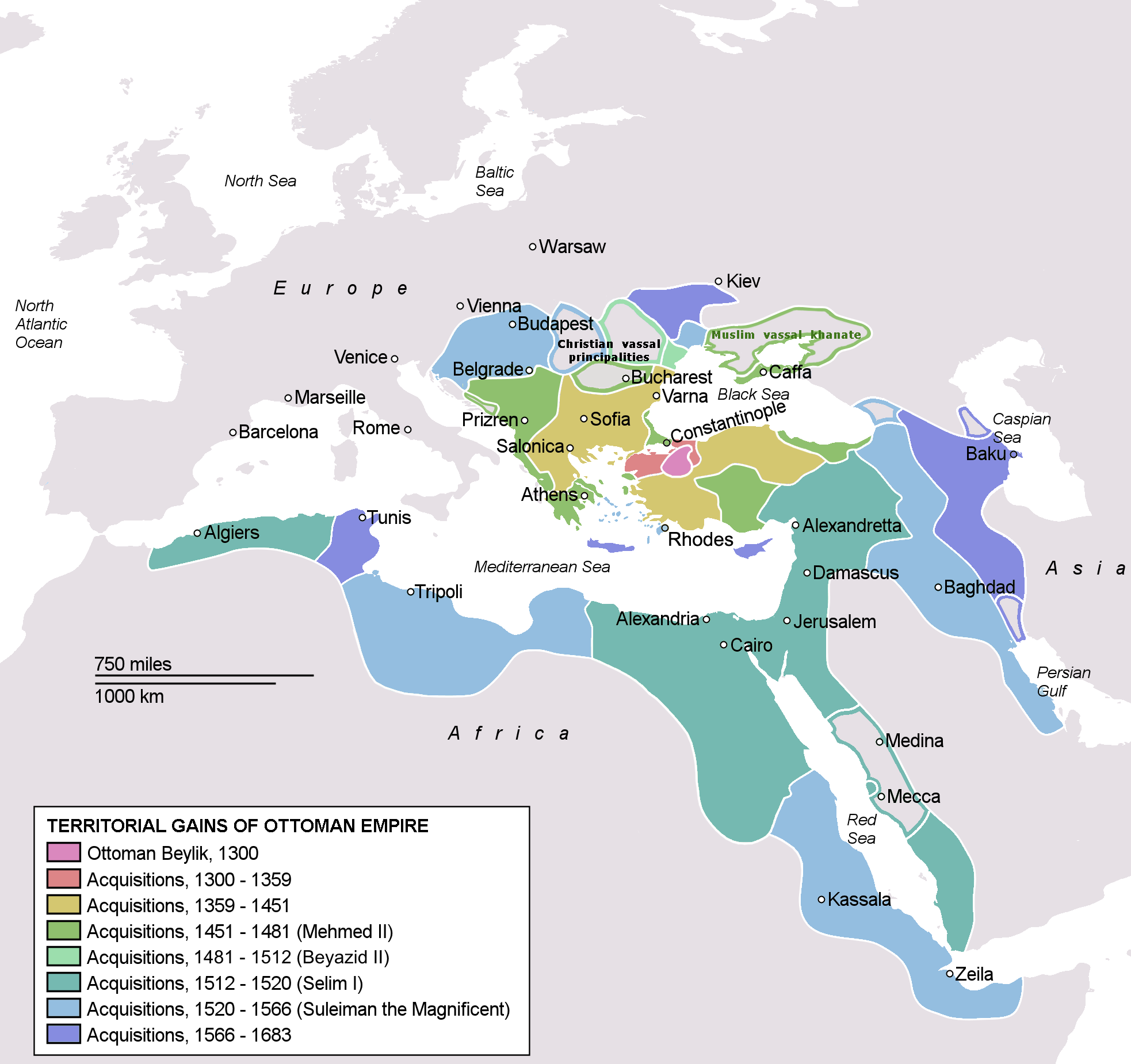
Mapa de l'Imperi Otomà el 1683

El 1510 Pere Navarro conquerí Trípoli en nom de la Monarquia d'Espanya però, com que el seu poder era fràgil, el 1530 Carles V va cedir el seu domini als cavallers de Sant Joan de Jerusalem.
El 1551 les tropes del soltà otomà Solimà I el Magnífic la van conquerir. Nomenen al corsari Dragut en fou nomenat com el seu paixà. Els turcs volien fer de Trípoli una important base marítima per a continuar les seves conquestes i per a fer la guerra de cors. El 1560 les tropes espanyoles perden a Djerba les seves esperances de reconquerir la regió. El 1577 el Fezzan ja està totalment sotmès al jou otomà.
El govern de la regència estava confiat durant períodes triennals a un paixà i un diwan (consell de govern) que estava compost per oficials experimentats l'ajudava. A la pràctica el diwan estava fortament influenciat pels geníssers que promocionaven a un dels seus com a paixà. Alguns governants van promoure una certa estabilitat governamental i al segle xviii es van repoblar Bengasi i la Cirenaica. Els geníssers també van fer que una gran part del poder romangués a mans de les dinasties locals. Per exemple el 1585, un dels paixàs enviats per l'Imperi fou assassinat. Les naus de Trípoli van jugar un rol crucial en l'activitat corsària al Mediterrani i es van enfrontar als hospitalers, francesos i neerlandesos.
La regència obtenia els seus ingressos principals de Trípoli, el seu centre comercial i polític. Aquesta ciutat està a la sortida de les rutes del comerç transsaharià. Tenia un importantíssim mercat d'esclaus que es nodria tant d'esclaus africans subsaharians com de cristians. A banda de ser el centre comercial, Trípoli era la tercera base corsària més important després d'Alger i de Tunis. Aquests lliuraven una guerra de cors contra els cristians al llarg de tota la mediterrània i s'oposava als hospitalers de Malta, als espanyols i els genovesos, tot i que aquests últims també eren els seus socis comercials.
A l'interior del país, les tribus nòmades o semi-nòmades, tuaregs, àrabs i amazigues formaven part del cos de la societat i l'economia, sobretot al Fezzan i a Djebel Akhdar. Es pot dir que els ciutadans només existien a la ciutat de Trípoli. Hi havia jueus a la capital i, en menor mesura, a Bengasi. A fora d'aquesta, el domini otomà només era nominal i calia acordar amb les tribus si es volia una lleva d'homes o percebre un tribut.

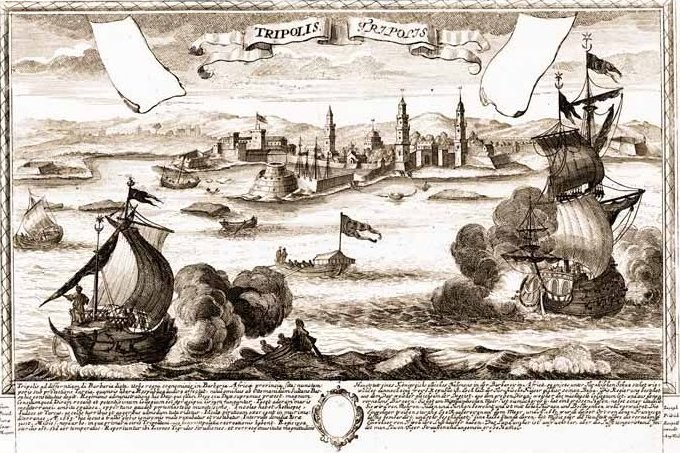
Captura de Trípoli pels otomans el 1551 feta per un gravador anònim francès del segle XVI

## La dinastia Karamanli

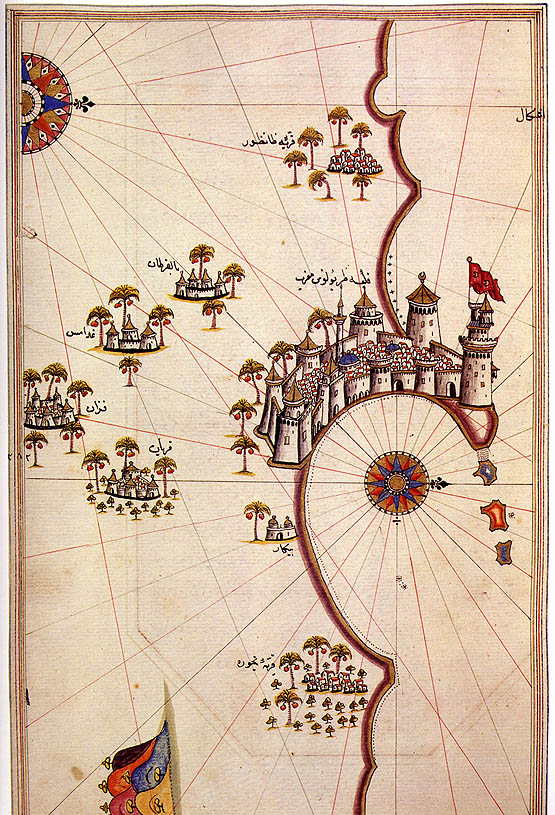
Mapa de Trípoli al segle XVI de Piri Reis

El juliol de 1711 Ahmad, cap de la família Karamanli va prendre el poder de la regència. Sostingut per un moviment popular i pel diwan de Trípoli, va eliminar el paixà enviat per Constantinoble perquè ell fos reconegut pel soltà com Ahmet III. Aquest li va reconèixer els títols de paixà i beglerbegi. Trípoli, va adquirir independència ràpidament i es va convertir en una ciutat estat. El govern dels tres primers sobirans de la dinastia Karamanli fou tant eficaç que va conduir al país a una certa prosperitat. Durant tot aquest temps continuava l'activitat corsària, però fou frenada pels tractats que va firmar el paixà amb les potències europees. Trípoli va esdevenir un centre comercial important que va tenir relacions sobretot amb Marsella fins a la Revolució Francesa. A banda de la ciutat de Trípoli, Bengasi i els ports de Misratah i Derna també van esdevenir ciutats comercials destacades.
A partir del 1790 la dinastia Karamanli es va dividir per una sèrie de conflictes violents: Yusuf Karamanli va assassinar el seu germà Hassan i va atacar el seu pare Ali i al seu altre germà, Ahmad. Yusuf va guanyar però estava amenaçat per molts perills, sobretot després del deteriorament de les relacions amb els Estats Units que volien renovar la protecció per als seus vaixells. El fracàs de les negociacions va conduir a que els americans ataquessin Trípoli durant la guerra de Trípoli (1803-1805) que acabà quan el paixà fou obligat a negociar després que els estatunidencs donessin suport al seu germà Ahmad i ocupessin la ciutat de Derna.
A partir de 1816 la regència va viure revoltes internes: primer al Djebel Akhdar i després al sud del país. El 1832 el paixà Youssouf va cedir el poder a un fill seu. Davant el desordre regnant i tement que França, que ja havia conquerit la Regència d'Alger el 1830 intentés conquerir Trípoli, el govern otomà va decidir tornar a prendre el control directe del país.

## Re-centralització del poder per l'Imperi Otomà
El 1835 el ministre de la guerra turc, Najib Pacha va desembarcar a Trípoli, exilià a la família Karamanli i va restablir l'autoritat directe de la Sublim Porta. Es va reorganitzar l'administració sota les ordres d'un valí que rebia l'ajuda d'un comandant de les tropes, un intendent de les finances i cinc responsables de sandjaks. El valí estava sota les ordres directes de l'administració central otomana. Es van enviar guarnicions a l'interior de la regència per a lluitar contra els rebels: Abd el Gelil, que havia amenaçat l'autoritat del paixà Yousouf, fou vençut el 1842. A la dècada de 1880 foren reprimits els revoltats que eren majoritàriament tuaregs.
Tot i la reorganització dels otomans, el poder central continuava estant massa separat de la realitat del país. El 1840, Mohammed ben Ali El-Senussi funda la seva pròpia zàuiya a la Cirenaica. En aquesta institució contribueix a revitalitzar la fe islàmica i contribueix a apaivagar les rivalitats entre les diferents tribus. El país s'omple de noves zàuiyes: el cap de la confraria al-Sanusi fou considerat com un mahdí de qui els otomans es malfien; el 1895 la família al-Sanusi s'ha de retirar a Kufra, que esdevé el nou centre de la confraria i guanya prestigi al Fezzan, el Sàhara central i el Djebel Akhdar. També apareixen altres moviments religiosos com el de Ghouma Mahmoudi que reagrupa les tribus de la Tripolitània i prepara un pla d'autonomia de la regió, el diwan de la qual estaria compost per notables electes que ajudarien a governar al valí, cosa que deixaria al sultà otomà únicament com una autoritat nominal. Aquest moviment va rebre el suport del cònsol del Primer Imperi Francès. El 1855 els turcs van reduir els autonomistes i van exiliar a Ghouma Mahmoudi.

## La guerra contra Itàlia i fi de la regència
La relativa inestabilitat interna de la regència s'acompanyava d'amenaces exteriors, sobretot les ambicions colonials de les metròpolis europees. Frustrat per l'expansió de França que va establir el seu Protectorat francès de Tunísia i del Regne Unit que va ocupar el Kedivat d'Egipte, el Regne d'Itàlia va veure les seves ambicions colonials coartades després de la seva derrota a la Primera Guerra Italoetíop. Desitjós de desenvolupar el seu propi Imperi italià, aquest va veure l'antiga província de la Regió de Líbia com el territori més anhelat per a conquerir, ja que ja havia format part de l'Imperi Romà. El setembre de 1911 Itàlia emet un ultimàtum a la Sublim Porta, que té el vist-i-plau de França i el Regne Unit, anunciant-li la seva intenció d'ocupar la Tripolitània i la Cirenaica per a garantir la vida i les riqueses de la gent del territori. El 5 de novembre de 1911 un decret reial italià declara la Tripolitània i la Cirenaica com a parts integrants del Regne d'Itàlia. A la primavera de 1912, la zona de la costa ja està en mans italianes. El 17 d'octubre de 1912, amb el Tractat de Lausana de 1912, l'Imperi Otomà renuncia a la seva sobirania sobre les regions que havia conquerit el regne italià.